# Pedro Díaz de Oviedo

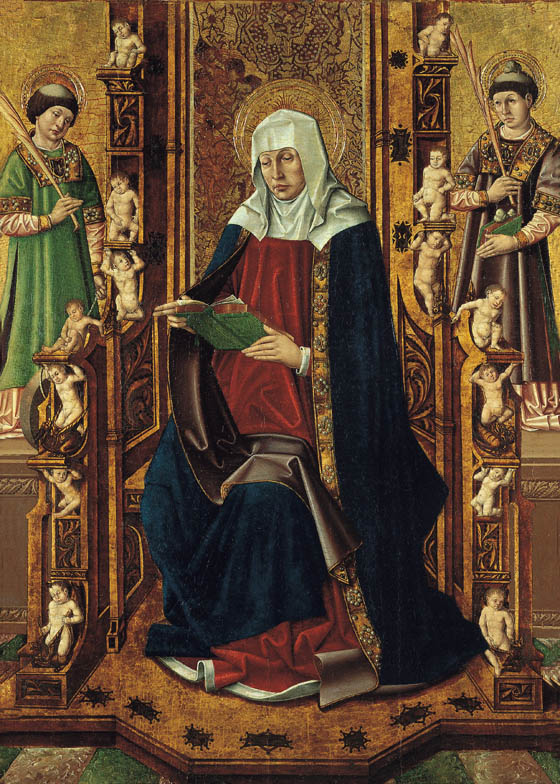
Santa Paciencia, óleo sobre tabla, 187 x 146 cm, Colección BBVA

Pedro Díaz de Oviedo (fl. 1487-1510) fue un pintor hispanoflamenco activo en Navarra y Aragón.

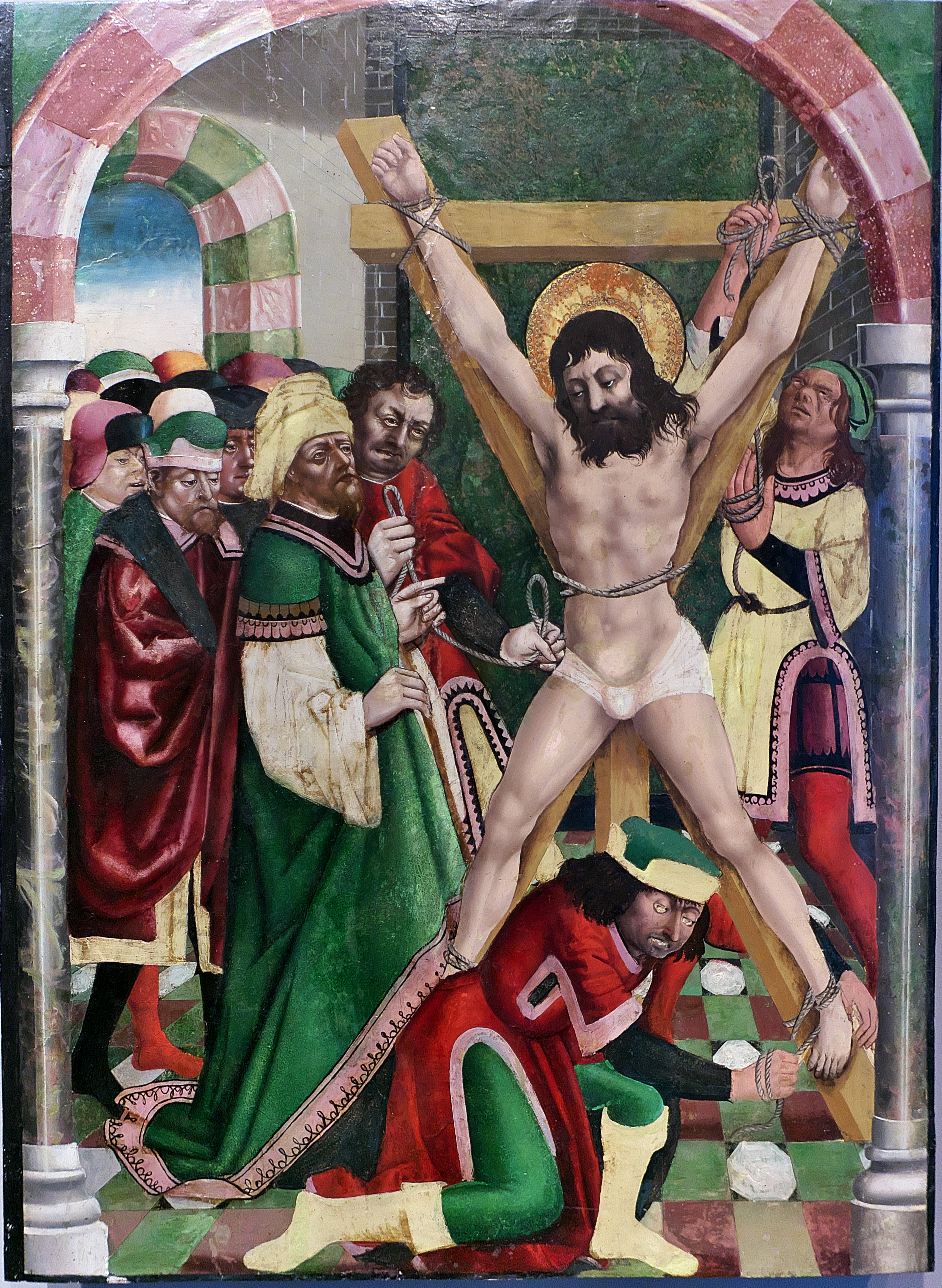
Martirio de San Andrés (Museo de Navarra)

.

## Biografía y obra
Formado probablemente en Castilla y en relación con los talleres de Ávila y Burgos, pero influido también por Bartolomé Bermejo y sus monumentales figuras, se le documenta con vecindad en Tudela en 1487, al contratar junto con Diego de Águila la pintura del retablo mayor de la catedral de Tudela. En 1489 renovó el contrato, ya en solitario, y dio por concluido el trabajo en 1494. Formado por doce tablas con escenas de la vida de la Virgen distribuidas en las cuatro calles laterales, banco, con el Lavatorio de Pilatos, la Dolorosa, Cristo Varón de Dolores con ángeles, María Magdalena y la Flagelación, medallones con los bustos de los Apóstoles en el sotabanco y guardapolvos con imágenes de patriarcas y profetas, muestra en el tratamiento escultórico de las figuras y en la abundancia de oros realzados sobre estuco la influencia de Bermejo, interpretado con la rudeza del maestro de Ávila, a la vez que la utilización de grabados de Martín Schongauer como fuente de inspiración de las historias evangélicas.
El mismo año de la consagración del retablo de Tudela, el 11 de junio de 1494, cobró del concejo por platear las varas del palio para la recepción en Tudela de los reyes Juan de Albret y Catalina de Foix. Debió de pasar luego a Tarazona donde su estilo se reconoce en el retablo de Santiago de su catedral y en la tabla del Martirio de San Andrés del Museo de Navarra, procedente del retablo de su capilla en la misma iglesia catedral de Tarazona. En octubre de 1498 cobró del cabildo de la catedral de Huesca por el dorado de la clave mayor y laterales de la bóveda catedralicia. Solo un mes después, encontrándose repentinamente enfermo, dictó su testamento, diciéndose Pedro dubiedo, imaginario si quiere pintor, vecino de Tudela y residente en Huesca. Podría corresponder a este momento la pintura del primitivo retablo mayor de la iglesia de San Lorenzo de Huesca, del que se conservan dos de las tablas del banco, con el Lavatorio de Pilatos y el Ecce Homo (Museo Diocesano de Huesca) y las dos grandes tablas laterales, dedicadas a los padres del santo titular, San Orencio y Santa Paciencia (colección BBVA), figuras monumentales claramente deudoras de Bermejo en tanto los rostros caricaturescos de las tablas del banco, como los niños que juguetean en el trono de santa Paciencia, parecen derivar de estampas de Israel van Meckenem.
No rompió en este tiempo su relación con Navarra, para la que pintó en 1500 el perdido retablo mayor de la iglesia de Santa Ana de Buñuel, concluido en 1502, que no resultó del agrado de los vecinos según testimonia la documentación conservada en el archivo de protocolos de Tudela. Finalmente, de nuevo en Tudela, el 12 de marzo de 1509 contrató el último de sus trabajos documentados: el retablo de la capilla que mosén Marco Miguel Garcés, canónigo de Tarazona, tenía en la iglesia de Cascante, ahora en la basílica de Nuestra Señora del Romero de la misma localidad. Dedicado a san Marcos, el retablo, por el que en diciembre de 1510 cobró diez ducados de oro viejos, es probablemente fruto de la colaboración con Pedro de Miranda, documentado como fiador, o de algún otro discípulo del fecundo taller que mantuvo, como testimonia la abundancia de obras de desigual factura que con él se pueden relacionar, como el retablo de la Visitación de la iglesia de Los Arcos o el del Cristo de Caparroso de la catedral de Pamplona.